# سحلية الدودة العربية
سحلية الدودة العربية أو أم حبين المسننة العربية (الاسم العلمي: Agamodon arabicus)، هي نوع من الزواحف من فصيلة سحالي الصحراء الحلقية. توجد في الجزء الجنوبي من شبه الجزيرة العربية في اليمن. أفرادهُ غير معروفين لأنه سُجل فقط في المائة عام الماضية. التهديدات غير معروفة أيضًا ولكن لا يبدو أنها مهددة من قبل المزراعين اليمنيين. لا يُعرف الكثير عن هذا النوع وأدى هذا إلى نقص في البيانات.